# Desprendimiento (paracaidismo)
En el paracaidismo, el término desprendimiento se utiliza para referirse a la desconexión entre del paracaídas principal y el arnés-contenedor en el caso de una mal-función como preparación para la apertura del paracaídas de reserva. El sistema de triple anillo en los paracaídas permite el rápido desprendimiento en caso de requerirlo.
En el paracaidismo moderno, los arneses tienen dos contenedores, uno para el paracaídas principal y el otro para el de reserva. Ambos contenedores están construidos sobre la misma "mochila", donde la reserva se encuentra por encima del principal. En el caso de una malfunción con el paracaídas principal, es necesario desconectarlo antes de abrir el reserva para evitar el enredo de estos. A esta acción es lo que se denomina desprendimiento.
Entre los más populares están las variaciones del Capewell release system, hasta que en el año 1970, Bill Booth creó el sistema de triple anillo. Distintas variantes de este sistema son actualmente los más usados tanto en paracaidismo deportivo como militar.
El desprendimiento mediante el sistema de triple anillo se lleva a cabo tirando de la manija de desprendimiento, ubicada en la parte derecha del arnés. En muy raras ocasiones, el paracaídas principal podría quedar enredado al paracaidista.
- Datos: Q3825510